# Kriminellt beteende
Kriminellt beteende eller brottsligt beteende avser handlingar som bryter mot gällande lagar och därmed klassificeras som brott. Begreppet används inom kriminologi för att beskriva beteenden som strider mot samhälleliga normer och regler. Kriminellt beteende kan ses som en särskild form av avvikande beteende, där avvikelsen består i att handlingen också är rättsligt förbjuden.
Kriminellt beteende kan manifestera sig på olika sätt, från mindre förseelser till allvarliga brott. Det är ofta kopplat till antisocialt beteende, vilket innebär handlingar som visar brist på hänsyn till andra människor eller samhällets regler. I vissa fall kan kriminellt beteende vara ett symptom på antisocial personlighetsstörning, en psykiatrisk diagnos som kännetecknas av ett långvarigt mönster av ansvarslöshet och brist på empati.
Forskning inom kriminologi visar att kriminellt beteende kan påverkas av en kombination av individuella, sociala och miljömässiga faktorer. Exempelvis kan uppväxtförhållanden, utbildningsnivå, socioekonomisk status och umgängeskretsar spela en roll i utvecklingen av sådant beteende. Teorier som differentiella associationsteorin och stämplingsteorin försöker förklara hur individer utvecklar kriminella beteenden genom social interaktion och samhällets reaktioner.
Att förstå kriminellt beteende är avgörande för att utveckla effektiva brottsförebyggande strategier och rehabiliteringsprogram. Särskilt fokus läggs på att identifiera riskgrupper – individer eller grupper med en förhöjd sannolikhet att utveckla brottsligt beteende – och att förstå de underliggande orsakerna till brottslighet. Genom riktade insatser kan samhället arbeta proaktivt för att minska förekomsten av brott och stödja personer i riskzonen.